# ベルカント
ベルカント（イタリア語: Belcanto、「美しい歌」「美しい歌唱」の意）は、音楽用語の一つ。ベル・カント（Bel Canto）とも表記されることがあるが、音楽用語としてはベルカント（Belcanto）である。イタリアの伝統的な歌唱法で、低音から高音まで無理なく美しい声で歌え、アジリタ（agilità　声を転がすように歌う技法）による装飾歌唱を可能にするなど、オペラなど声楽における歌唱表現を支えるものである。ベルカント唱法とも呼ばれる。

## 初出
この言葉自体、もともとイタリア語で「美しい歌・美しい歌声」という一般名詞に過ぎず、イタリア・オペラの400年に及ぶ歴史の中でも長らく音楽用語として確固たる定義のないままであった。初出は「オックスフォード・オペラ大事典」ではヴェネツィアで活躍した声楽教師ニコラ・ヴァッカイが『室内アリエッタ集(Ariette da camera)』（1840年以前の編纂）で用いたのが最初ではないかとしているが、最近の研究では、作曲家ドニゼッティが1825年12月21日付の書簡の中で「ベル・カントのマエストロ」と言う記述を残していることが分かっている。

## ベルカントの定義
現在ではベルカントを一般的に18世紀から19世紀初めの期間における声楽様式を指すと捉えることが多いが、それでも正確ではない。仮にベルカントをイタリア的な美しい歌声として捉えたとしても、16世紀のカメラータによるモノディ・オペラやモンテヴェルディの時代、カストラートの時代、ヴェルディやプッチーニの時代では、当然のことながら発声法に大きな差異がある。例えば、ロッシーニの時代のテノール歌手には現代のパヴァロッティのような輝かしい歌声は存在しなかったのである。しかし、ベルカントの概念は曖昧なまま、ベルカントという言葉自体は前述のとおり1800年代中頃に登場し、時代ごとに様々な捉え方をしながら現在に至っている。
最近では各時代における声楽様式に関する研究が進み、次のようにベルカントを定義するようになっている。
「ベルカント」は16世紀から1840年頃までのイタリアの伝統的な声楽様式で次のような声楽的特質がある。
1. 色彩とニュアンスに富む滑らかな歌い方（カント・スピアナート　canto spianato なめらかな歌、落ち着いた歌）
2. アジリタと母音唱法に基礎を置く装飾的な歌い方（カント・フィオリート　canto fiorito 装飾的で華やかな声楽様式）
3. 高度に様式化された表現
4. 歌手の創意で自由に変奏する技術と即興性（ヴァリアツィオーネ　variazione 変奏）、音楽の自律性に依拠する声の用法

つまり、ベルカントは歴史的な声楽様式であり、ベルカントの歌手にはドイツ・リートのような歌詞に基づく表現解釈とは異なる「音楽の自律性に依拠する声の用法」、すなわち創造的で個性的な表現が求められる。そして、歌手は旋律を装飾もしくは変装する技術を備えているという前提があって成立する声楽様式である。装飾し、変装する技術は、ダ・カーポ・アリアを主軸とする18世紀イタリア・オペラはもちろん、アリアに反復部を設けて自由な変奏を許容したロッシーニ作品にも不可欠であった。これに対し、19世紀半ば以降のオペラや歌曲では、歌手が楽譜に忠実であることが求められる。それゆえ、ベルカントの時代は装飾歌唱の時代と言い換えてよく、ベルカントの本質は装飾歌唱そのものである。

## ロッシーニの嘆息
「ニュー・グローヴ・オペラ事典」では、1858年にパリで聞かれたある会話中、ジョアキーノ・アントニオ・ロッシーニが「残念なことには、我々のベルカントは失われてしまいました」と発言した、という逸話を引いている。その逸話によれば、ロッシーニにとってのベルカントは「自然で美しい声」「声域の高低にわたって均質な声質」「注意深い訓練によって、高度に華麗な音楽を苦もなく発声できること」にあり、知識として教えられるというよりは、最高のイタリア人歌手の歌唱を聴くことではじめて吸収・理解しうる名人芸であるとされていた。また後年1864年の書簡でロッシーニは「イタリアのもたらした最も美しい賜物の一つであるベルカント」とも述べており、少なくとも彼の意識の上ではベルカントは（単に美しい歌という形容でなく）「イタリア性」と結びついていたことは確かである。
ロッシーニのこういった嘆息の背景には、19世紀半ばのイタリア・オペラにおける大きな時代変化の波があった。1830年代以降、コロラトゥーラなどの装飾歌唱に多くを求めず、力強い歌唱でドラマを表現することが好まれるようになってきていたのである。
1831年初演のベッリーニ『ノルマ』はすでに、女主人公ノルマに装飾歌唱だけに頼らずドラマティックな唱法でドラマを展開することが求められている点で、ロッシーニ以前のオペラよりはやがて来る19世紀央のヴェルディなどの新進作家のオペラにより近いということができる。
1829年に初演されたロッシーニ自身の傑作オペラ『ギヨーム・テル』でも、アルノール役を歌った初演時のテノール、アドルフ・ヌーリが高音を美しい頭声（ファルセット）で歌っていたのに対して、1837年にパリ・オペラ座に颯爽と現れた新進テノール、ジルベール・デュプレは同役で最高音まで全てを胸声で押し通した（ここで言う「胸声」とは、あくまで「ファルセットではない声」、つまり実声と言う意味での「胸声」であり、すべての音域を実声を中心とした声で歌う現代の男性歌手の音域をさらに低い方から「胸声」「中声」「頭声」と分割した際の、低音域を表す「胸声」とは、指している意味が違うということに注意が必要である）。ロッシーニはデュプレの表現方法を大いに嫌悪したにもかかわらず、その力強い声にオペラ座の聴衆は熱狂したのだった。

## 歴史
19世紀前半以前のいわゆる「ベルカントの時代」の発声訓練法は、胸声（上記の通り、ファルセットでない声、と言う意味での「胸声」）とファルセットの2つの声区を融合させるのが最大の特徴であり、呼吸法など中心とした現代の声楽発声法の訓練法とは大きく異なっている。両の声区はそれぞれ独立したまま鍛えあげられ、その後両者の音色的な統一が図られる。結果として広い音域で無理のない発声となり、技巧的自由度が大きく、消耗しないとされる。また息の効率が良く、長い連続的なフレージングが容易で音量の幅も広いともいわれている。18世紀のカストラートの中には、一息で（ブレスをせずに）7分間歌うことができた歌手もいたと伝えられている。もっとも、この時代の人々は秒針付きの腕時計を携帯している訳ではなく、分や秒といった時間感覚はかなりいい加減であるので、これを鵜呑みにするべきではない、とする主張もある。
音色的には丸くほっそりとした声であると想像される、という意見もあるが、いずれにしても19世紀前半以前の「ベルカントの時代」の歌手の声は、当然ながら録音などは残されてはおらず、現代の我々には、残された資料などをもとに推測することしかできない。
歌唱様式としては、複雑かつ華麗に装飾された旋律を歌う装飾歌唱（canto fiorito　カント・フィオリート）に重点がおかれ、アジリタ（agilità　アジリタ）と呼ばれる細かい音符の連なりを敏捷に歌う技法を駆使し、声による超絶技巧を実現した。それは、しばしばそれは歌手が技巧を誇示するために行われた。また作曲家も即興的装飾が行われることを前提に歌唱部分には簡素な譜面を書いた。この時代の有名な歌手としては、ファリネッリが知られている。彼の歌唱は、オペラ「アルタセルセ」の差し替えアリア「私は揺れる船のように Artaserse:Son qual nave Ch'agitata 」(リッカルド・ブロスキ作曲）の楽譜から知ることができるが、アジリタを駆使して複雑で華麗な装飾を聞かせたことが分かる。
発声、歌唱の指導者としては、ピエル・フランチェスコ・トージ（Pier Francesco Tosi、1653〜1732）や、ジョヴァンニ・バッティスタ・マンチーニ（Giovanni Battista Mancini、1714〜 1800）が高名である。例えばトーズィの「古今の歌手に関する見解 Opinioni de' cantori antichi, e moderni 」やマンチーニの「装飾の施された歌唱に関する実践的 省察 Riflessioni pratiche sul canto figurato」が代表的な著書で、当時のベルカントの装飾歌唱が分かる貴重な資料となっている。
18世紀後半にオペラを改革したグルックは、作品の内容より歌手の技巧に注目の集まるこのような風潮を嫌って、歌手に過度な即興による装飾を禁じた。
ロッシーニ、ドニゼッティ、ベッリーニなどの19世紀前半のイタリアオペラでは、作曲家自身の手で技巧的なパッセージが書かれるようになる。それらを、さらに歌手が技巧的なヴァリエーションを加えて演奏した。
バロック時代、グルック以降の古典派時代、19世紀前半のイタリア前期ロマン派では厳密には歌唱様式は異なっており、概念的、美学的な言葉である「ベルカント」を厳密な意味での「演奏様式」として語ることには限界があるといえるが、共通して言える事は、ファルセットと実声との融合によって形作られる発声は、劇的な力強さや声量には欠けるものの、軽快な運動性に富み、技巧的、装飾的歌唱に向いていたため、そのような技巧的、装飾的な歌唱様式がこの時代を通じて花開いたのであろうと考えられる。

## ベルカントの衰退から復活へ
19世紀の半ばから後半にかけて、「ベルカント」が衰退していった背景には、オペラをはじめとした声楽作品が、リヒャルト・ワーグナーやジュゼッペ・ヴェルディなどに典型的に見られるように、ロッシーニをはじめとしたベルカント・オペラに見られる装飾歌唱よりも、より内面的な、劇的で力強い表現を中心としたスタイルに変化していったこと、また上述のデュプレへの喝采に見られるように、聴衆の好みもまた時代の変化に伴って作品と同様の変化を見せたことが挙げられる。また、声楽を伴奏する管弦楽の編成も、演奏される会場の大きさも次第に拡大されて行き、歌手にはますます巨大な声量と、管弦楽と渡り合うような劇的で強靭な声が求められるようになった。これに対応するために、従来の実声とファルセットの融合によって生み出される軽やかな声ではなく、力強い表現の可能な実声を中心とした発声への転換が促進された。また、吸気によって拡張した胴回りを呼気の際にも維持して、横隔膜の緊張を持続させることで反射的に声門の閉鎖力を高めようとする、いわゆる「横隔膜の支え」と呼ばれるような現代声楽に特徴的な呼吸法も、こうした中から生まれてきたと考えられている。そして、このような流れの中で装飾歌唱の技はコロラトゥーラ・ソプラノなど一部を除いて忘れ去られていた。
さて、その後はエンリコ・カルーソー（Enrico Caruso 1873-1921）に代表されるような強靭な力強い声で時には激定な表現をする歌い方が主流になり、第２次大戦以降もマリオ・デル・モナコ（Mario Del Monaco 1915-1982）のようなドラマティックに歌う歌手の活躍が続いた。しかし、このような流れの中にマリア・カラス（Maria callas 1923-1977）が登場し、彼女と指揮者のトゥリオ・セラフィンによって以前のベルカント・オペラが再発見されいくつかの名作が復活上演された。マリア・カラスはドラマティックな声でありながらアジリタの歌えるソプラノ・ドラマティコ・ダジリタ（soprano drammatico d'agilità）で、ベルカント・オペラの時代の名歌手であるジュディッタ・パスタ（Giuditta Pasta 1797-1865）やマリア・マリブラン（Maria Malibran 1808-1836）のスタイルであった。
マリア・カラスに続いてソプラノのジョーン・サザーランド（Joan Sutherland 1926-2010）やメッゾ・ソプラノのマリリン・ホーン（Marilyn Horne 1934-）らが華麗な装飾歌唱が要求されるロッシーニのセミラーミデを復活上演し、さらに1980年からイタリアのペーザロにおいてロッシーニ・オペラフェスティバル（通称ROF）が毎年8月に開催され、クリティカル・エディションの刊行とロッシーニのオペラ作品が上演されてきた。上演されてきた作品はこれまで忘れ去られていた作品も多く取り上げれられ、ロッシーニには「ゼビリアの理髪師」だけではなくオペラ・セリアにおいても優れた作品があることを証明してきた。さらに、ROFには若手歌手を養成するアカデミア・ロッシニアーナが併設され、アルベルト・ゼッタの指導のもとで装飾歌唱やヴァリアツィオーネを学術研究の成果を基に実践的に学ぶことができるようになっている。例えば、テノールのフアン・ディエゴ・フローレス（Juan Diego Flórez 1973-）もこのアカデミアに学び、優れたアジリタの技巧を駆使してロッシーニをはじめとするベルカント・オペラで活躍している。ような長年にわたる地道な活動により、失われた装飾歌唱の技術は再び息を吹き返すこととなった。また、これとは別に特筆する歌手としてメッゾ・ソプラノのチェチーリア・バルトリ（Cecilia Bartoli 1966-）がいる。彼女はロッシーニのオペラを中心に活躍し、当たり役であるチェネレントラでは卓越したアジリタの技を駆使して数々の名唱を残している。最近では、高度な装飾歌唱の技が要求されるバロック・オペラにもレパートリーを広げている。
さらに、近年ではカウンターテノールの歌手の活躍も多く見られるようになり、これまであまり演奏されてこなかったバロック・オペラの上演も世界各地で行われるようになった。その結果、現在ではバロック・オペラからベルカント・オペラ、ヴェルディ、ヴェズリモ、ワーグナーにまで及ぶ幅広いオペラの演目が上演され、それぞれの声楽様式に合わせて多様な歌声が聞けるようになっている。